# Didier Delignières
Pour les articles homonymes, voir Delignières.

Didier Delignières, né le 22 juillet 1958 à Neuilly-sur-Seine (Hauts-de-Seine), est un universitaire français, enseignant en STAPS, spécialiste de l'apprentissage, du contrôle moteur et de l’éducation physique et sportive.

## Formation
Après des études secondaires au lycée Stéphane Mallarmé de Paris, de 1969 à 1976, Didier Delignières suit des études supérieures en licence de sciences et techniques des activités physiques et sportives (STAPS) à l'UER-EPS de l'Université Paris-X de 1976 à 1978 puis à l'UER-EPS de Dijon de 1978 à 1980. Il pratique la gymnastique sportive — notamment à Championnet-Sport — l'escalade et l'alpinisme.
En 1980, il obtient le certificat d'aptitude au professorat d'éducation physique et sportive (CAPEPS). Il est major de l'agrégation en éducation physique et sportive en 1987. Il est professeur sessionnaire à l'Institut national du sport, de l'expertise et de la performance (INSEP) de 1988 à 1990, avec le soutien de la Fédération française de la montagne et de l'escalade (FFME). En 1990, il obtient le diplôme de l'INSEP avec un mémoire intitulé La difficulté en escalade.
En 1993, il soutient une thèse de doctorat en STAPS à l'Université Paris V, intitulée Approche psychophysique de la perception de la difficulté dans les tâches perceptivo-motrices, sous la direction de Jean-Pierre Famose. En 1996, il obtient l'habilitation à diriger des recherches à l'Université de Montpellier-1.

## Carrière professionnelle
Didier Delignières enseigne l'EPS au collège Jean-Jaurès de Guérigny en 1981-1982 puis au lycée François-Talma de Brunoy de 1982 à 1988. Il travaille ensuite au laboratoire de psychologie du sport de l'INSEP, de 1988 à 1994. Il obtient un poste de maître de conférences à l'Unité de formation et de recherche en sciences et techniques des activités physiques et sportives (UFR STAPS) de Montpellier en 1994 et devient professeur des universités en 1999.
Il a été membre des jurys du CAPEPS externe et des agrégations interne et externe en éducation physique et sportive. 
Ses activités de recherche se sont déroulées successivement dans l'éducation physique au Centre national de la recherche scientifique (CNRS) dans l'EP CNRS 012 (développement cognitif, motricité et génétique humaine) (1994-1996), dans l’EA 2991 (sport, performance, santé) (1997-2012)  et dans le centre de recherche Euromov (depuis  2013).
De 2010 à 2019, il est doyen de l'UFR STAPS de Montpellier puis président de la Conférence des directeurs et doyens de STAPS (C3D) de 2013 à 2019. Dans le cadre de ces fonctions il est fréquemment consulté par les médias : Le Monde, l'Obs, Le Figaro, BFM TV , etc.
Il prend sa retraite en 2023.[réf. nécessaire]

## Axes de recherche
Les axes de recherche développés par Didier Delignières ont concerné successivement :
- la perception de la difficulté dans les tâches perceptivo-motrices (1988-1996). Cette ligne de recherche a cherché à développer une approche psychophysique de la perception de la difficulté dans les tâches motrices ;
- l'analyse des  effets de l’effort physique sur l’efficacité du traitement de l’information (1990-1996). Ces travaux, menés avec Jeanick Brisswalter et René Arcelin, ont notamment montré que l'effort physique avait un impact sélectif, facilitateur, sur le stade décisionnel ;
- l'acquisition des coordinations motrices  complexes (1994-2010). Cette ligne de recherche a consisté à analyser, du point de vue de l'approche des systèmes dynamiques, le processus d'acquisition de coordinations complexes ;
- la dynamique de l'estime de soi (2000-2005). Cette ligne de recherche, menée avec Grégory Ninot et Marina Fortes, a consisté à analyser la dynamique temporelle de l'estime de soi ;
- l'approche du comportement moteur sous l'angle de la complexité des systèmes (2003-). Cette ligne de recherche vise à rendre compte de la complexité des systèmes vivants, au travers des propriétés fractales des séries temporelles qu'ils produisent. Ces travaux ont porté notamment sur les activités rythmiques et sur les interactions interpersonnelles[7]. Une analyse épistémologique de cette ligne de recherche a été publiée en 2016 par Mathieu Quidu[8].

## Réflexions sur l’éducation physique et sportive
Didier Delignières développe depuis de longues années une réflexion sur l'enseignement de l’éducation physique et sportive, ses finalités et ses contenus. Les thématiques abordées concernent notamment l'éducation à la citoyenneté, l'éducation pour la santé, la pédagogie des compétences et le statut de la culture dans l'éducation. En 2021, il ébauche une analyse de l’influence de l’hypermodernité sur l’évolution actuelle des pratiques enseignantes.

## Publications
Outre plus de 110 articles dans des revues scientifiques, et une centaine dans des revues professionnelles, Didier Delignières a publié:

### En tant qu'auteur
- Psychologie du sport, Paris, PUF, coll. « Que sais-je? », rééd. 2020, 128 p. (ISBN 9782130565819)
- Complexité et compétences, Paris, Éd.Revue EPS, 2009 (ISBN 978-2-86713-365-7, EAN 9782867133657).
- On peut toujours penser autrement... l’École, l’université, l’Éducation physique et sportive. Paris: Éditions Revue EPS, 2021.  (ISBN 978-2-86713-604-7) Une recension de cet ouvrage, par Jérôme Visioli, a été publiée dans la revue STAPS[9].

### Ouvrages collectifs et direction d'ouvrages
- avec Pascal Duret, Lexique thématique en sciences et techniques des activités physiques et sportives, Paris, Vigot, 1995, 1999, 206 p. (ISBN 2711419924, EAN 978-2711419920).
- avec Christine Garsault, Libres propos sur l'éducation physique, Paris, Éd. Revue EPS, 2004, 207 p. (ISBN 2-86713-298-3, EAN 9782867132988).
- (éd.) L’effort, Paris, Éd. Revue EPS, 2004 (ISBN 2867132185, EAN 978-2867132186)
- (éd.) L’approche dynamique en psychologie sociale, Paris, EDP Sciences, coll. « Movement & Sport Sciences/Science & Motricité (n°60) », 2007
- (éd.) Current Perspectives in Postural Control, Paris, EDP Sciences, coll. « Movement & Sport Sciences/Science & Motricité (n°74) », 2011
- (éd.) De la nécessité d’une réflexion épistémologique en STAPS, Paris, EDP Sciences, coll. « Movement & Sport Sciences/Science & Motricité (n°94) », 2016.

## Sociétés savantes et activités éditoriales
Didier Delignières a été membre du conseil d’administration de la Société française de psychologie du sport de 1996 à 1999, et secrétaire général de l’Association des chercheurs en activités physiques et Sportives (ACAPS) de 2001 à 2007.
Il a été éditeur de la section sciences humaines de la revue STAPS de 1999 à 2001, éditeur principal de Movement & Sport Sciences/Science & Motricité de 2003 à 2015, éditeur académique de Computational and Mathematical Methods in Medicine (depuis 2014), éditeur associé de Frontiers in Physiology - Fractal and Network Physiology (depuis 2020) et éditeur associé de Fractal and Fractional - Section Complexity (depuis 2021).

## Distinctions
- Officier des Palmes académiques